# USS Oklahoma City (SSN-723)
| «Оклагома-Сіті»             | «Оклагома-Сіті»                                                        | «Оклагома-Сіті»                                                        |
| --------------------------- | ---------------------------------------------------------------------- | ---------------------------------------------------------------------- |
| USS Oklahoma City (SSN-723) |                                                                        |                                                                        |
|                             |                                                                        |                                                                        |
|                             |                                                                        |                                                                        |
| Порт приписки               | Апра, Гуам                                                             | Апра, Гуам                                                             |
| Спуск на воду               | 2 листопада 1985 року                                                  | 2 листопада 1985 року                                                  |
| Сучасний статус             | в активній службі                                                      | в активній службі                                                      |
| Проєкт                      |                                                                        |                                                                        |
| Тип ПЧ                      | USS                                                                    | USS                                                                    |
| Основні характеристики      |                                                                        |                                                                        |
| Швидкість (надводна)        | 20 вузлів                                                              | 20 вузлів                                                              |
| Швидкість (підводна)        | 20 вузлів                                                              | 20 вузлів                                                              |
| Робоча глибина занурення    | від 250 до 280 метрів                                                  | від 250 до 280 метрів                                                  |
| Гранична глибина занурення  | 450 метрів                                                             | 450 метрів                                                             |
| Екіпаж                      | 17 офицерів, 134 матроса                                               | 17 офицерів, 134 матроса                                               |
| Розміри                     |                                                                        |                                                                        |
| Довжина найбільша (по КВЛ)  | 110,3 м                                                                | 110,3 м                                                                |
| Ширина корпусу найб.        | 10 м                                                                   | 10 м                                                                   |
| Середня осадка (по КВЛ)     | 9,4 м                                                                  | 9,4 м                                                                  |
| Водотоннажність надводна    | 5875 тонн                                                              | 5875 тонн                                                              |
| Озброєння                   |                                                                        |                                                                        |
| Торпедно- мінне озброєння   | 4х533-мм торпедні апарати                                              | 4х533-мм торпедні апарати                                              |
| Ракетне озброєння           | 12 вертикальних шахт, призначених для пусків ракет Harpoon і Tomahawk. | 12 вертикальних шахт, призначених для пусків ракет Harpoon і Tomahawk. |

«Оклагома-Сіті» (англ. USS Oklahoma City (SSN-723)) — багатоцільовий атомний підводний човен, є 35-тим в серії з 62 підводних човнів типу «Лос-Анджелес», побудованих для ВМС США. Він став другим кораблем ВМС США, названим на честь міста Оклахома-Сіті, столиці штату Оклахома. Призначений для боротьби з підводними човнами і надводними кораблями противника, а також для ведення розвідувальних дій, спеціальних операцій, перекидання спецпідрозділів, нанесення ударів, мінування, пошуково-рятувальних операцій.

## Історія створення
Контракт на будівництво був присуджений 13 серпня 1981 року компанії Newport News Shipbuilding, сухий док якої розташований в Ньюпорт-Ньюс, штат Вірджинія. Церемонія закладання кіля відбулася 4 січня 1984 року. 2 листопада 1985 року відбулася церемонія хрещення і спуску на воду. Хрещеною матір'ю човна стала Linda M. Nickles. Введений в експлуатацію 9 липня 1988 року. Порт приписки військово-морська база Норфолк. З 3 березня 2011 року портом приписки стала військово-морська база Апра, Гуам.

## Історія служби
20 червня 2002 року човен покинув військово-морську базу Норфолк для запланованого розгортання в складі ударної групи авіаносця USS"George Washington"(CVN-73) в рамках підтримки операції «Нескорена свобода». 13 листопада близько 13:30 за місцевим часом, під час транзитного переходу в західній частині Середземного моря на схід від Гібралтарської протоки, човен зіткнувся з норвезьким танкером «Norman Lady». В результаті інциденту ніхто не постраждав, розливу нафтопродуктів не спостерігалося, на підводному човні був пошкоджений перископ. Підводний човен прибув для ремонту в La Maddalena (Ла Маддалена), Сардинія, Італія. 30 листопада командор Richard Voter був відсторонений від командування. Ще один офіцер і два члени екіпажу також були покарані за порушення службових обов'язків.

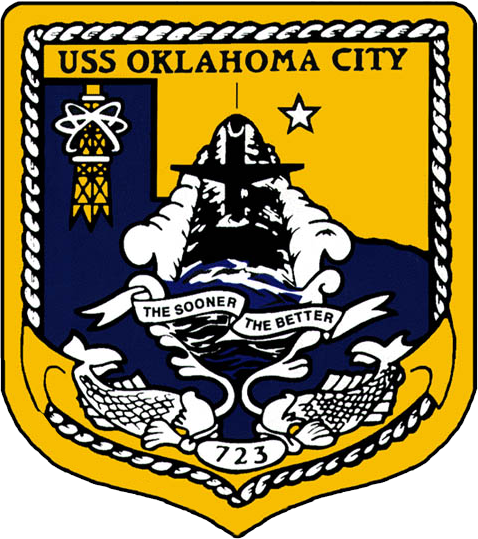
Емблема човна

20 грудня 2004 прибув з візитом в Перл-Харбор, Гаваї. 20 січня 2005 року повернувся в порт приписки Норфолк, після завершення шестимісячного розгортання в Північній Америці.
На початку 2007 року субмарина стала першим сертифікованим підводним човном, який була переведений на використання виключно цифрових навігаційних карт (DNCS), з використанням системи управління Voyage (VMS). Переобладнання було завершено 20 квітня. 12 травня покинув Норфолк для запланованого розгортання на Близькому Сході, в рамках підтримки війни з тероризмом, з якого повернувся 9 листопада.
З травня по липень 2008 року човен знаходився в патрулюванні у східній частині Тихого океану на підтримку війни з наркотиками, під час якого екіпаж вилучив близько 11 тонн з кокаїну на суму понад $ 1,5 млрд доларів США. 3 вересня 2008 року покинув Норфолк для проведення дворічного капітального ремонту на військово-морській верфі в Кіттері, штат Мен, яку покинув 16 листопада 2010 року.
3 березня 2011 прибув в свій новий порт приписки на військово-морську базу в Гуам, замінивши атомний підводний човен «Сіті оф Корпус-Крісті».
31 березня 2014 року повернувся в Апра після дев'яти місяців обширного обслуговування в Пойнт-Лома. 2 грудня повернувся в Апра після завершення тримісячного патрулювання в західній частині Тихого океану.
У вересні 2015 року покинув Гуам для звичайного осіннього патрулювання в західній частині Тихого океану.
5 травня 2016 прибув в сухий док на військово-морській базі Пойнт Лома, околиця Сан-Дієго, штат Каліфорнія, для проведення капітального ремонту, в рамках якого було проведено технічне обслуговування ядерного реактора, а також проведена заміна і ремонт вала для аварійного дизель-генератора. 7 листопада човен вийшов на морські випробування. 8 грудня прибув в порт приписки Апра, Гуам, після завершення капітального ремонту вартістю 4 млн доларів США.
У лютому 2017 року вирушив у звичайне патрулювання в західній частині Тихого океану, з якого в квітні повернувся додому на військово-морську базу Апра (Гуам).
У лютому 2018 року покинув порт приписки для звичайного патрулювання в Індо-Тихоокеанському регіоні. 16 березня прибув із запланованим візитом до Сінгапуру. 29 червня повернувся додому.